# Savigné
Savigné és un municipi francès situat al departament de la Viena i a la regió de la Nova Aquitània. L'any 2007 tenia 1.309 habitants.

## Demografia

### Població
El 2007 la població de Savigné era de 1.309 persones. Hi havia 556 famílies de les quals 144 eren unipersonals (44 homes vivint sols i 100 dones vivint soles), 228 parelles sense fills, 152 parelles amb fills i 32 famílies monoparentals amb fills.
La població ha evolucionat segons el següent gràfic:
Habitants censats

### Habitatges

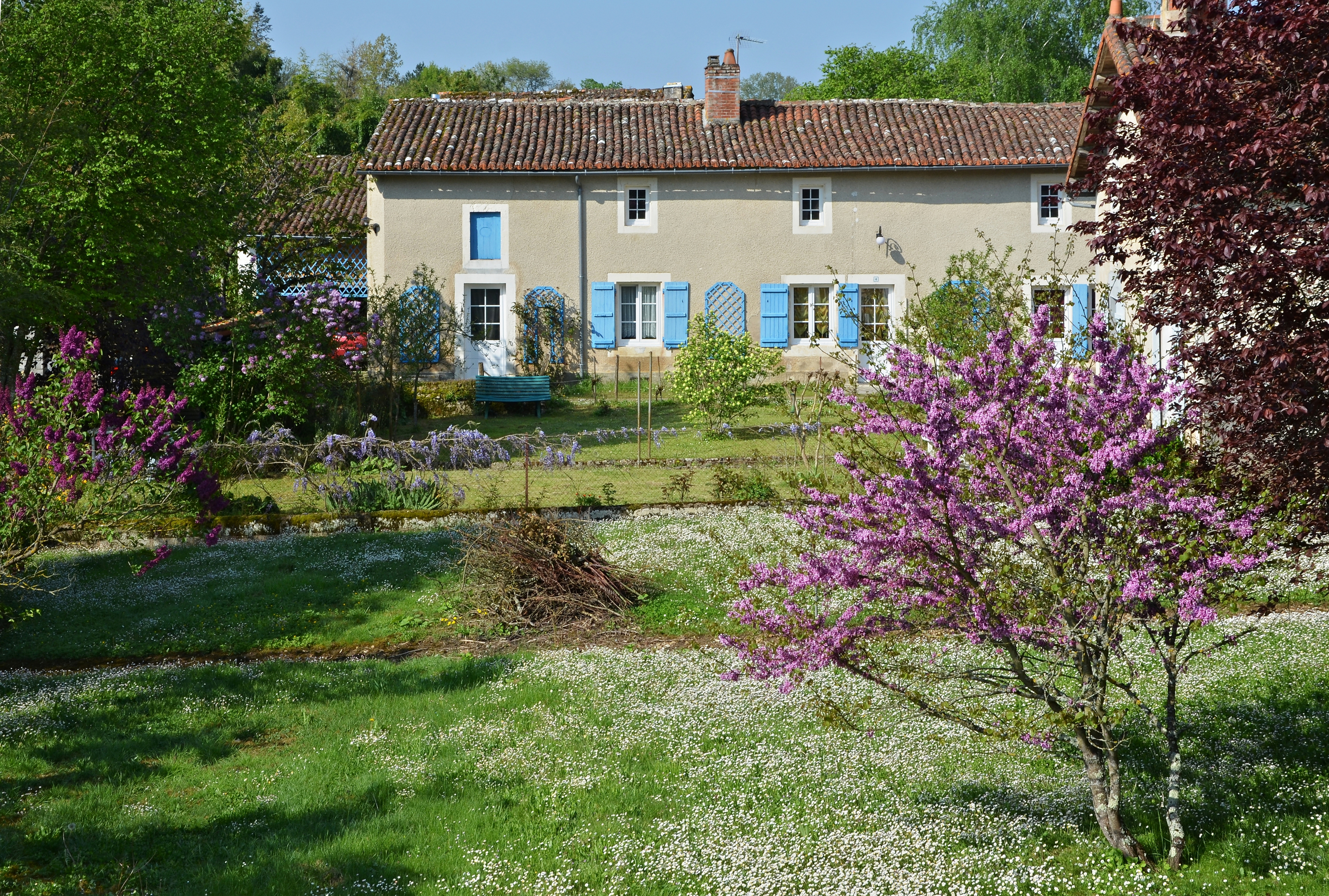
Casa tradicional a Savigné

El 2007 hi havia 728 habitatges, 562 eren l'habitatge principal de la família, 90 eren segones residències i 76 estaven desocupats. 708 eren cases i 20 eren apartaments. Dels 562 habitatges principals, 457 estaven ocupats pels seus propietaris, 97 estaven llogats i ocupats pels llogaters i 8 estaven cedits a títol gratuït; 22 tenien dues cambres, 74 en tenien tres, 158 en tenien quatre i 309 en tenien cinc o més. 360 habitatges disposaven pel capbaix d'una plaça de pàrquing. A 243 habitatges hi havia un automòbil i a 252 n'hi havia dos o més.

### Piràmide de població
La piràmide de població per edats i sexe el 2009 era:
| Homes | Edats   | Dones |
| ----- | ------- | ----- |
| 0     | 95 o +  | 0     |
| 8     | 90 a 94 | 8     |
| 8     | 85 a 89 | 20    |
| 8     | 80 a 84 | 16    |
| 32    | 75 a 79 | 36    |
| 36    | 70 a 74 | 40    |
| 64    | 65 a 69 | 60    |
| 48    | 60 a 64 | 28    |
| 28    | 55 a 59 | 28    |
| 36    | 50 a 54 | 28    |
| 36    | 45 a 49 | 40    |
| 36    | 40 a 44 | 40    |
| 60    | 35 a 39 | 60    |
| 60    | 30 a 34 | 56    |
| 28    | 25 a 29 | 48    |
| 44    | 20 a 24 | 16    |
| 56    | 15 a 19 | 28    |
| 32    | 10 a 14 | 32    |
| 48    | 5 a 9   | 28    |
| 40    | 0 a 4   | 28    |

## Economia
El 2007 la població en edat de treballar era de 766 persones, 523 eren actives i 243 eren inactives. De les 523 persones actives 485 estaven ocupades (272 homes i 213 dones) i 38 estaven aturades (11 homes i 27 dones). De les 243 persones inactives 107 estaven jubilades, 59 estaven estudiant i 77 estaven classificades com a «altres inactius».

### Ingressos
El 2009 a Savigné hi havia 563 unitats fiscals que integraven 1.345,5 persones, la mitjana anual d'ingressos fiscals per persona era de 15.517 €.

### Activitats econòmiques
Dels 75 establiments que hi havia el 2007; 2, eren d'empreses alimentàries; 5, d'empreses de fabricació d'altres productes industrials; 21, d'empreses de construcció; 24, d'empreses de comerç i reparació d'automòbils; 3, d'empreses de transport; 3, d'empreses d'hostatgeria i restauració; 1, d'una empresa d'informació i comunicació; 2, d'empreses financeres; 1, d'una empresa immobiliària; 6, d'empreses de serveis; 4, d'entitats de l'administració pública; i 3, d'empreses classificades com a «altres activitats de serveis».
Dels 35 establiments de servei als particulars que hi havia el 2009; 1, era una oficina de correu; 6, tallers de reparació d'automòbils i de material agrícola; 1, taller d'inspecció tècnica de vehicles; 4, paletes; 3, guixaires pintors; 2, fusteries; 6, lampisteries; 4, electricistes; 1, empresa de construcció; 2, perruqueries; 3, restaurants; i 2, agències immobiliàries.
Dels 14 establiments comercials que hi havia el 2009; 3, eren supermercats; 3, grans superfícies de material de bricolatge; 1, una fleca; 1, una llibreria; 2, botigues de roba; 1, una botiga d'equipament de la llar; 1, una sabateria; i dues floristeries.
L'any 2000 a Savigné hi havia 39 explotacions agrícoles que ocupaven un total de 2.697 hectàrees.

## Equipaments sanitaris i escolars
L'únic equipament sanitari que hi havia el 2009 era una farmàcia.
El 2009 hi havia una escola elemental.

## Poblacions més properes
El següent diagrama mostra les poblacions més properes.